# Apostolska nunciatura v Jordaniji
Apostolska nunciatura v Jordaniji je diplomatsko prestavništvo (veleposlaništvo) Svetega sedeža v Jordaniji, ki ima sedež v Amanu.
Trenutni apostolski nuncij je Giorgio Lingua.

## Seznam apostolskih nuncijev
- Giuseppe Lazzarotto (23. julij 1994–11. november 2000)
- Fernando Filoni (17. januar 2001–25. februar 2006)
- Francis Assisi Chullikatt (29. april 2006–17. julij 2010)
- Giorgio Lingua (4. september 2010–danes)